# Algona (Iowa)
Algona é uma cidade localizada no estado americano de Iowa, no Condado de Kossuth.

## Demografia
Segundo o censo americano de 2000, a sua população era de 5741 habitantes. 
Em 2006, foi estimada uma população de 5478, um decréscimo de 263 (-4.6%).

## Geografia
De acordo com o United States Census Bureau tem uma área de 
11,6 km², dos quais 11,6 km² cobertos por terra e 0,0 km² cobertos por água. Algona localiza-se a aproximadamente 351 m acima do nível do mar.

## Localidades na vizinhança
O diagrama seguinte representa as localidades num raio de 24 km ao redor de Algona. 